# Joseph Devolder
 (septembre 2018).
Si vous disposez d'ouvrages ou d'articles de référence ou si vous connaissez des sites web de qualité traitant du thème abordé ici, merci de compléter l'article en donnant les références utiles à sa vérifiabilité et en les liant à la section « Notes et références ».
Joseph Emmanuel Devolder, né le 9 juillet 1842 à Bruxelles et mort dans cette même ville le 11 janvier 1919 est un homme politique catholique belge.

## Biographie
Joseph Devolder est docteur en droit (ULB, 1864), avocat à la Cour d'Appel (1864-93), administrateur de sociétés et directeur (1809-1903), puis vice-gouverneur (1906-1910) de la Société générale de Belgique.
Il remplaça Charles Woeste dans le gouvernement Beernaert comme Ministre de la Justice (1884-1887); il fut ministre de l'Intérieur et de l'Enseignement public (1887-1890).  Le baron Henri de Trannoy, un de ses gendres, publia, après relecture et corrections, les Mémoires pour servir à l'histoire contemporaine du comte Woeste en trois volumes.  Un autre de ses gendres fut Daniel Leyniers le châtelain bibliophile de Fanson (Xhoris).
Il fut élu député de l'arrondissement d'Audenarde (1886-87) et sénateur (1894-1900) de l'arrondissement de Neufchâteau (Belgique), puis des arrondissements de la province du Luxembourg (1900-1919).
Il est créé ministre d'État en 1900.

## Sources
- Bio sur ODIS

- Ressource relative à plusieurs domaines :   - ODIS
- Notice dans un dictionnaire ou une encyclopédie généraliste :   - Biographie nationale de Belgique